# Niek Hiemstra
Nicolaas Johan (Niek) Hiemstra (Voorburg, 30 juli 1932 – Gonubie (Zuid-Afrika), 25 juni 2013) was een Nederlands beeldhouwer, kunstschilder, illustrator en graficus.

## Familie
Hij was zoon van Nicolaas Johan Hiemstra en Wilhelmina Catharina Evenblij. Hiemstra voerde samen een andere Evenblij een verlichtingsfabriek nabij Den Haag (Hiemstra Evolux), later had hij handelshuizen in Amsterdam. Hun zoon Frank Hiemstra werd ontwerper onder andere bij Koninklijke Philips, trouwde met journaliste Willemijn Justa; hun dochter Femke Hiemstra werd illustrator. Christiaan Karel trouwde met textielkunstenaar Mirjam Bros.
Presentator Frank Evenblij is afkomstig uit de Evenblij-tak.

## Leven
Hij werd zijn leven lang geplaagd door een aandoening aan zijn voet. Zijn levensverwachting was daarom in zijn jeugd laag, maar door operaties kon hij uiteindelijk wel lopen. Hij was student aan de Koninklijke Academie van Beeldende Kunsten in Den Haag en de Rijksakademie van beeldende kunsten te Amsterdam, alwaar hij ook kunstgeschiedenis studeerde. Hij ging aan de slag als beeldhouwer, maar vanwege rugklachten wendde hij zich tot de schilderkunst. Hij werkte lange tijd (jaren 60 en 70) samen met Jacques Bouthoorn en Jan Mulder (HBM Design Studio; tevens reclamebureau) met filialen in Amsterdam, Parijs en Tel Aviv. Hiemstra en Bouthoorn verzorgden samen de strip Markies Marac. Hiemstra was volgens eigen zeggen al vroeg bezig met strips te maken. HBM was ook de kaftontwerper van Matthijs Mooimuziek uit 1967; het prijswinnende kinderboek uit 1968 van de hand van Hans Werner.
Hij maakte onder meer illustraties voor Uitgeverij Het Spectrum, de Prisma Pockets en Uitgeverij Meulenhoff. Hij werkte mee aan boekomslagen van sf-boeken door uitgeverij Marabout-Gérard en vijf omslagen voor de Perry Rhodanreeks. Samen met Mulder was hij verantwoordelijk voor lay-out die het Algemeen Dagblad enige tijd voerde. HBM Design ging in 1982 ten onder aan een misverstand. Demonstranten liepen te hoop tegen hun kantoor aan de Leliegracht 49, terwijl ze eigenlijk wilden demonstreren tegen de Hollandsche Beton Maatschappij, bekend onder dezelfde afkorting. Het waren de tijdens van de krakersrellen. 
Na zeven jaar heen en weer gereisd te hebben tussen Nederland en Zuid-Afrika vestigde de familie Hiemstra zich in 2006 in Gonubie, alwaar Judy Hiemstra een galerie bestierde met door hem geschilderde schilderijen.